# 庞际云
庞际云（？—1887年），字省三。清直隶宁津人。
咸豐二年（1852年）进士及第。官刑部主事。入曾国藩在安徽的营幕，参赞军机。累迁两淮盐运使，光绪十年（1884年），署湖南巡抚。奏捐缉私经费万余金，受朝廷褒揚。不久调任云南布政使，病卒於任上。